# 산화 인듐(III)
산화 인듐(Indium(III) oxide, In2O3)은 화합물로 인듐의 양향성 산화물로, 큐빅 결정을 형성한다.
인듐 산화물은 전지, 박막, 핫미러(가시 광성은 투과하는 적외선 반사경), 광학 코팅 등에 사용된다.
이산화주석과 함께 산화인듐은 인듐-주석 산화물(ITO)을 형성하는데, 투명 전도 코팅에 주로 사용된다.
산화 인듐은 n형 반도체로 집적회로의 저항으로 사용된다.
박막은 반응성 스퍼터방법으로 제조된다.

## 같이 보기
- 인듐
- 인듐 주석 산화물